# وقواق رمادي البطن
وقواق رمادي البطن (الاسم العلمي: Cacomantis passerinus) (بالإنجليزية: Grey-bellied Cuckoo)‏ هو نوع من الطيور يتبع جنس الوقواق الكستنائي من فصيلة طيور الوقواق.